# Silene ionica
Silene ionica är en nejlikväxtart som beskrevs av Halácsy. Silene ionica ingår i släktet glimmar, och familjen nejlikväxter. Inga underarter finns listade i Catalogue of Life.